# Christian Giørtz
Christian Giørtz (født 22. september 1790 i Ringkøbing, død  10. maj 1860 i Ribe) var en kendt fabrikant i Ribe, hvor han i 1850 opførte en bomuldsfabrik lige ved siden af Ribe Domkirke, kendt som Lindegården.
Christian Giørtz var skibsreder og ejede everten "Louise Nicoline" og jagtgaleasen "Anna Caroline".
Far til Balthazar Giørtz.
Industribygningen Giørtz havde opført brændte i julen 2000 og blev efterfølgende nedrevet.